# Fuertesimalva insularis
Fuertesimalva insularis là một loài thực vật có hoa trong họ Cẩm quỳ. Loài này được (Kearney) Fryxell mô tả khoa học đầu tiên năm 1996.